# Twaalfvoetsjol
De twaalfvoetsjol is een jol, in 1913 ontworpen voor wedstrijdzeilen door de Engelsman George Cockshott uit Southport. In Nederland werd  er 1914 in een wedstrijdklasse voor gevormd.
De klasse heeft vele jaren officiële internationale erkenning genoten en was in 1920 en 1928 een olympische klasse. De twaalfvoetsjollenklasse is nog steeds populair en er worden jaarlijks drie tot vijf nieuwe jollen gebouwd. In wedstrijden wordt alleen of met zijn tweeën gevaren, afhankelijk van de windsterkte en het gewicht van de stuurman. De klasse is nog sterk aanwezig in Nederland, Italië, Turkije en Japan. Verder zijn er kleinere vloten in Zwitserland, Frankrijk, Duitsland en Litouwen.
Een internationale klasse-organisatie is in oprichting. Dit moet leiden tot het herstellen van de in 1963 verloren internationale status van de klasse.
De twaalfvoetsjol werd gebruikt voor de VIP-race tijdens de sluitingsceremonie van de Vintage Yachting Games 2008. Ook is de boot een van de potentiële klassen voor de Vintage Yachting Games 2012.
Tegenwoordig zijn er, buiten Nederland, ook polyester twaalfvoetsjollen. 